# Operación Rhino
La Operación Rhino fue un ataque efectuado por el 75.º Regimiento Ranger y la 101.ª División Aerotransportada en varios objetivos talibanes en los alrededores de Kandahar, Afganistán durante las primeras etapas de la guerra de Afganistán. En la noche del 19 de octubre de 2001, un elemento de aproximadamente 200 Rangers del 3.º Batallón del 75.o regimiento partió en cuatro aviones Lockheed MC-130 hacia una pista de aterrizaje en el desierto al sur de la ciudad.
Antes de la llegada de los Rangers, varios blancos en y alrededor del objetivo fueron atacados, primeramente, con bombas lanzadas desde aviones B-2 Spirit, y luego desde un AC-130. Estos ataques aéreos dieron lugar a una serie de bajas enemigas y a la huida de varios enemigos de la zona. Luego de estos ataques los MC-130 sobrevolaron la zona de aterrizaje a una altura de 800 pies. Sin ningún tipo de iluminación, 200 Rangers saltaron de los aviones.
Los objetivos de los Rangers eran:
- Capturar la pista de aterrizaje (Que luego pasaría a ser Camp Rhino).
- Eliminar cualquier fuerza Talibán.
- Capturar material de inteligencia.
- Evaluar la adecuación de la pista de aterrizaje para futuras operaciones.
- Establecer un punto de reabastecimiento de combustible y municiones para los helicópteros participantes en la cercana Operación Gecko.
- Destruir todo el equipamiento incautado a los Talibanes.

Una vez en tierra, la compañía A, de 75 Rangers, aseguró varios objetivos, nombre código  TIN y IRON, encontrando una resistencia mínima. La compañía C se movilizó hacia un campamento amurallado, nombre código COBALT. Especialistas en Guerra psicológica del 9.º batallón de operaciones psicológicas, emitieron mensajes en altavoces en un intento por hacer rendirse a cualquier combatiente talibán, pero pronto se dieron cuenta de que el campamento estaba vacío. Con la pista de aterrizaje asegurada, un MC-130 aterrizó con personal médico del JMAU para tratar a dos Rangers heridos durante el combate.
Controladores de combate de la USAF inspeccionaron la pista de aterrizaje, asegurando que sería posible su uso futuro. También se comunicaron con los AC-130 que volaban en círculos sobre las nubes. Cuando se vio a un pequeño número de tropas y vehículos enemigos acercarse a la zona, los AC-130 se encargaron de eliminarlos. Helicópteros UH-60 Black Hawk y CH-47 del 160.º Regimiento de Aviación de Operaciones Especiales participantes de la Operación Gecko, arribaron al aeropuerto para ser reabastecidos y rearmados por el personal ahí presente. Una vez listos, los helicópteros abandonaron el área.
Con todos los objetivos completados, los Rangers abordaron los MC-130 que partieron poco después. Volantes de propaganda fueron dejados por especialistas de guerra psicológica en la pista de aterrizaje para cualquier talibán que se haya aventurado ahí en los días posteriores.
Luego del ataque, una base fue instalada en la pista de aterrizaje bajo el nombre de Camp Rhino. Luego esta fue entregada a la 15.ª Unidad Expedicionaria de Marines, que empezaron a coordinar las operaciones en Kandahar desde ahí, en conjunto con la 101.ª División Aerotransportada.